# Hegedűverseny No. 2 (Mozart)
Wolfgang Amadeus Mozart No. 2-es D-dúr hegedűversenye, K 211 1775. június 14-én keletkezett.
Azon pontozott ritmusértékek, melyek az elején találhatóak, egyes feltételezések szerint a francia zenéből származnak, ezért a hegedűversenyt néha a francia becenévvel illetik.
Mozart egyébként több D-dúr hegedűversenyt is írt – a K 218-as „Nagy” D-dúr-t, ill. a feltételezett No. 7-es, K 271a számú „Kolb” hegedűversenyt – ezért ezt a hegedűversenyt szakmai körökben általában „Kis” D-dúr hegedűversenynek hívják, ami természetesen nem von le semmit az értékéből.
A felépítése a jól megszokott háromtételes versenymű-elrendezést használja:
1. Allegro moderato
2. Andante
3. Rondeau. Allegro

A mű körülbelül 20 perc hosszú, vonósok mellett két oboára és két kürtre van szükség a megszólaltatásához.